# 말레이시아의 국기

국기의 원형이 된 영국 동인도 회사의 기

말레이시아의 국기는 1963년 9월 16일에 제정되었다. 명칭은 잘루르 그밀랑(말레이어: Jalur Gemilang, "영광의 줄무늬"라는 뜻)이다.
빨간색과 하얀색으로 구성된 14개의 가로 줄무늬 바탕에 왼쪽 상단에는 파란색 직사각형이 그려져 있으며, 직사각형 안에는 노란색 그믐달과 14줄기의 노란색 별이 그려져 있다. 14개의 가로 줄무늬는 말레이시아를 구성하는 13개의 주와 말레이시아의 연방 정부를 의미한다. 그믐달은 말레이시아의 국교인 이슬람교를, 14줄기의 별은 13개의 주와 연방 정부의 단결을 의미하며, 노란색은 말레이시아의 국왕을, 파란색은 말레이시아 국민의 단결을 의미한다.
미국의 국기와 모양이 비슷하지만, 실제로는 영국 동인도 회사의 기를 참고하여 제정되었다.

## 색상
| 색상 | 빨강              | 하양                  | 파랑              | 노랑                |
| ---- | ----------------- | --------------------- | ----------------- | ------------------- |
| RGB  | 204–0–0 (#CC0000) | 255–255–255 (#FFFFFF) | 0–0–102 (#000066) | 255–204–0 (#FFCC00) |

## 다른 기

상선기 비율 1:2
정부 선적기 비율 1:2
육군기 비율 1:2
해군기 비율 1:2
공군기 비율 1:2
해양경비대기 비율 1:2
국왕기

## 과거의 기

조호르 술탄국의 국기 (1855 ~ 1865)
사라왁 왕국의 기 (1841 ~ 1848)
사라왁 왕국의 기 (1848 ~ 1870)
사라왁 왕국의 기 (1870 ~ 1946)
사라왁 왕령식민지의 기 (1946 ~ 1963)
북보르네오 특허 회사의 기 (1882 ~ 1948)
북보르네오 특허 회사의 상선기 (1882 ~ 1948)
북보르네오 왕령식민지의 기 (1948 ~ 1963)
라부안의 기 (1912 ~ 1946)
피낭의 기 (1949 ~ 1952)
피낭의 기 (1952 ~ 1957)
믈라카의 기 (1946 ~ 1957)
해협 식민지의 기 (1904 ~ 1925)
말레이 연합주의 기 (1896 ~ 1946) 말라야 연합의 기 (1946 ~ 1948) 말라야 연방의 기 (1948 ~ 1950)
말라야 연방의 기 (1950 ~ 1963)

- 말레이 연합주의 기
(1896 ~ 1946)
말라야 연합의 기
(1946 ~ 1948)
말라야 연방의 기
(1948 ~ 1950)
- 말라야 연방의 기
(1950 ~ 1963)

## 주 및 연방 직할구의 기

### 주기

조호르주의 기
크다주의 기
클란탄주의 기
믈라카주의 기
느그리슴빌란주의 기
파항주의 기
페락주의 기
프를리스주의 기
피낭주의 기
사바주의 기 (상세)
사라왁주의 기 (상세)
슬랑오르주의 기
트렝가누주의 기

### 연방 직할구 기

연방 직할구의 기
쿠알라룸푸르의 기
라부안의 기
푸트라자야의 기

### 과거의 주기

사라왁 주의 기 (1973년 ~ 1988년)
사바 주의 기 (1963년 ~ 1982년)
사바 주의 기 (1982년 ~ 1988년)